# کنث مک‌کنا
کنث مک‌کنا (انگلیسی: Kenneth MacKenna; ۱۹ اوت ۱۸۹۹ – ۱۵ ژانویهٔ ۱۹۶۲) هنرپیشه، کارگردان اهل ایالات متحده آمریکا بود.
از فیلم‌ها یا برنامه‌های تلویزیونی که وی در آن نقش داشته‌است می‌توان به محاکمه در نورنبرگ، مردان بدون زنان اشاره کرد.